# Pierangelo Bincoletto

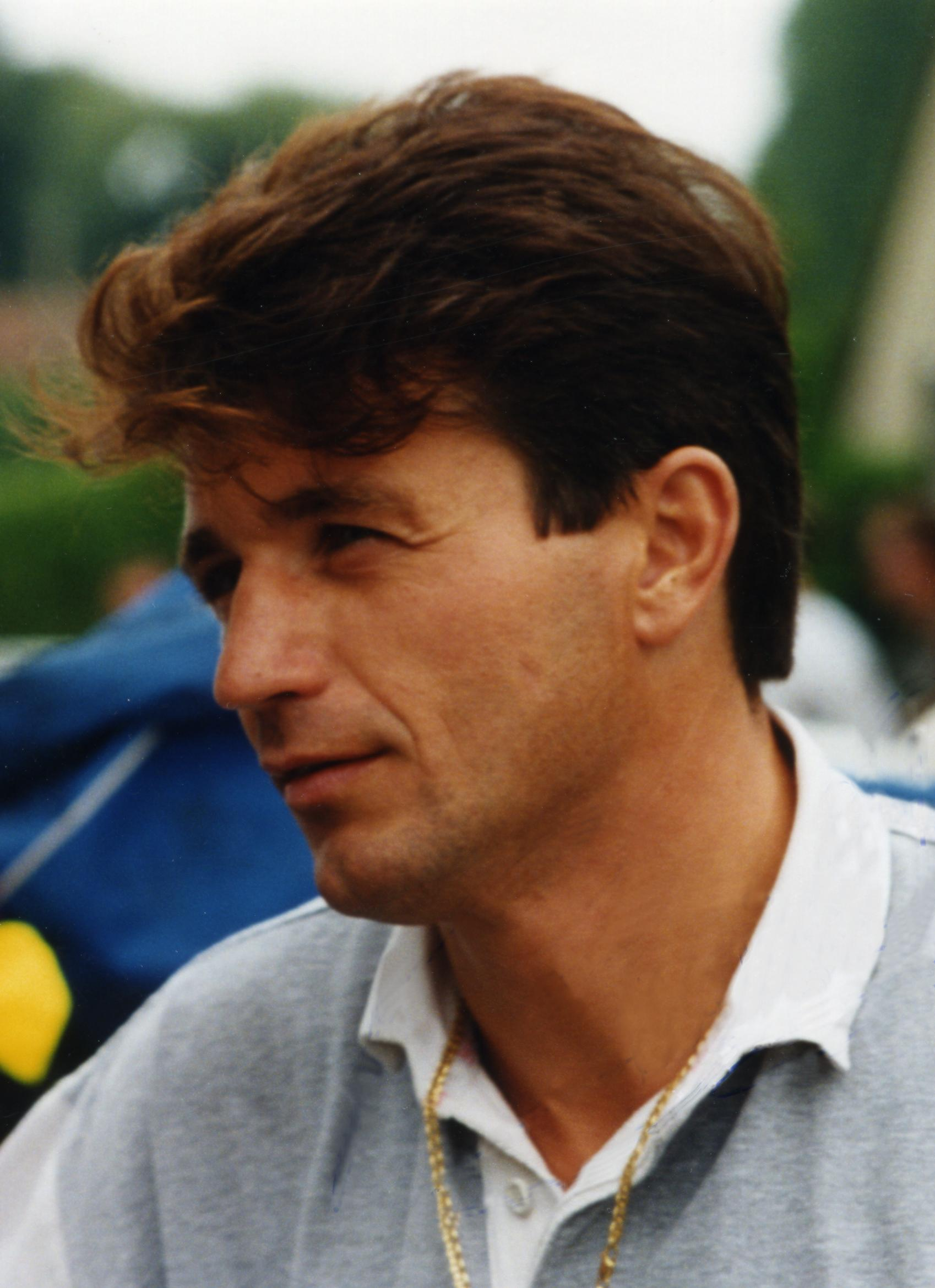
Pierangelo Bincoletto

Pierangelo Bincoletto (* 14. März 1959 in Oderzo) ist ein ehemaliger italienischer Radrennfahrer.
Pierangelo Bincoletto konnte sich in verschiedenen Radsport-Disziplinen profilieren, sein sportlicher Schwerpunkt lag allerdings auf der Bahn.
1979 wurde Bincoletto Italienischer Meister in der Mannschaftsverfolgung der Amateure, mit Moreno Argentin, Gradi und Maurizio Bidinost. Im selben Jahr sowie 1982 wurde er nationaler Meister im Punktefahren. Bei den UCI-Bahn-Weltmeisterschaften 1979 in Amsterdam belegte er mit dem italienischen Bahnvierer (mit Bidinost, Silvestro Milani und Sandro Callari) den dritten Platz in der Mannschaftsverfolgung, im Punktefahren wurde er Vize-Weltmeister (Amateure). Im Straßenradsport gewann er 1978 den Piccolo Giro di Lombardia.
1980 startete Bincoletto bei den Olympischen Spielen in Moskau in der Einer- (7. Platz) und der Mannschaftsverfolgung (4. Platz).
Anschließend wurde Bincoletto Berufssportler. Er nahm als Profi auch an der Tour de France und am Giro d’Italia teil, jedoch ohne Erfolg. Schlagkräftiger zeigte er sich bei Sechstagerennen: Er startete bei insgesamt 128 Rennen, davon konnte er acht gewinnen, mit Adriano Baffi, Danny Clark, Laurent Biondi und Gilbert Duclos-Lassalle. 1990 und 1991 wurde er zudem mit Jens Veggerby Europameister im Zweier-Mannschaftsfahren. Er beendete 1996 seine Karriere als Aktiver.
Seit 1986 lebt Bincoletto mit seiner französischen Frau in Grenoble. Er ist Chef der dortigen Radrennbahn, des „Vélodromes d’Eybens“, und führt ein italienisches Restaurant.